# Michel May
Pour les articles homonymes, voir May.
Michel May, né le 10 juin 1925 à Paris et mort le 19 mars 1997 dans sa ville natale,, est un haut fonctionnaire et dirigeant de télévision français. 

## Biographie
Ancien président de chambre à la cour des comptes et ancien directeur général de l'administration et de la fonction publique française,,  il est exerce la fonction de directeur adjoint de l'ORTF de 1975 à 1981.
En septembre 1982, il est nommé président de TF1 à la place de Jacques Boutet ; il démissionne en juillet 1983
, Hervé Bourges lui succède,.
De 1983 à 1994, il est membre du conseil d'administration de l'Agence France-Presse (AFP) et de 1994 jusqu'à sa mort, membre de la Commission nationale de l'informatique et des libertés (CNIL).